# Wolny Kościół Zielonoświątkowy
Wolny Kościół Zielonoświątkowy (ang. Free Pentecostal Church, FPC) – zielonoświątkowa denominacja w Kenii, biorąca swoje początki w skandynawskiej pracy misyjnej w Afryce Wschodniej. Do 2018 roku funkcjonowała pod nazwą Wolne Stowarzyszenie Zielonoświątkowe w Kenii (Free Pentecostal Fellowship in Kenya – FPFK). Kościół narodził się w 1984 roku w wyniku fuzji misji norweskiej (1955), z misją szwedzką (1960). W 2013 roku FPC liczy ponad 170 tys. ochrzczonych członków i około 500 lokalnych zborów.